# Patricio Chirinos Calero
Patricio Chirinos Calero (Panuco, Veracruz; 27 de julio de 1937) es un economista y político mexicano, miembro del Partido Revolucionario Institucional. Fue gobernador de Veracruz entre 1992 y 1998.

## Biografía
Patricio Chirinos inició sus estudios básicos en su ciudad natal de Pánuco, Veracruz y después se trasladó a la Ciudad de México donde los continuó hasta egresar como economista de la Universidad Nacional Autónoma de México en 1964. 
Desde muy joven comenzó a ocupar cargos dentro de la estructura del PRI, llegando a ser uno de los más cercanos e íntimos colaboradores de Carlos Salinas de Gortari durante su campaña presidencial y posteriormente miembro del equipo de transición de gobierno, y a partir del 1 de diciembre de 1988 fue designado como Secretario de Desarrollo Urbano y Ecología, cargo que conservó hasta 1992 en que fue postulado candidato del PRI al gobierno de Veracruz, cargo del que tomó posesión el 1 de diciembre de 1992.